# Лобаниха (Пермский край)
Лобаниха — посёлок в Чердынском районе Пермского края. Входит в состав Покчинского сельского поселения.

## Географическое положение
Расположен на правом берегу реки Колва при впадении в неё реки Лызовка, примерно в 5,5 км к северу от центра поселения, села Покча, и в 12 км к северу от районного центра, города Чердынь.

## Население
| 2010 |
| ---- |
| 55   |

## Улицы[2]
- Сплавщиков ул.

## Топографические карты
- Лист карты P-40-125,126 Чердынь. Масштаб: 1 : 100 000. Указать дату выпуска/состояния местности.